# Cantó de Chartres-Nord-Est
El cantó de Chartres-Nord-Est és un cantó francès del departament d'Eure i Loir, situat al districte de Chartres. Té 11 municipis i part del de Chartres.

## Municipis
- Berchères-Saint-Germain
- Briconville
- Challet
- Champhol
- Chartres (part)
- Clévilliers
- Coltainville
- Fresnay-le-Gilmert
- Gasville-Oisème
- Jouy
- Poisvilliers
- Saint-Prest

## Història
| Data d'elecció                           | Identitat        | Partit                     | Qualitat |
| ---------------------------------------- | ---------------- | -------------------------- | -------- |
| 19..-1955                                | Charles Brune    | radical                    |          |
| 1955-1973                                | Edmond Desouches | radical, després MRG       |          |
| 1973-1992                                | Jean Lelièvre    | RPR, després divers droite |          |
| 1992-1998                                | François Catel   | UDF-radical                |          |
| 1998-                                    | Christian Gigon  | PRG                        |          |
| les dades anteriors no són pas conegudes |                  |                            |          |
|                                          |                  |                            |          |

## Demografia
| A partir de 1990: Població sense dobles comptes |